# Nord-Est du Pará

Localisation de la mésorégion du Nord-Est du Pará

La mésorégion du Nord-Est du Pará est une des six mésorégions de l'État du Pará. Elle est formée par la réunion de quarante-neuf municipalités regroupées en cinq microrégions. Elle a une aire de 83 074,047 km2 pour une population de 1 664 761 habitants (IBGE 2006). Son IDH est de 0,663 (PNUD/2000). Elle fait frontière avec le Guyana et le Suriname.

## Microrégions[1]
- Bragantina
- Cametá
- Guamá
- Salgado
- Tomé-Açu

## Mésorégions limitrophes
- Marajó
- Métropolitaine de Belém
- Sud-Est du Pará
- Sud-Ouest du Pará
- Ouest du Maranhão (dans l'État du Maranhão)